# Кјуб Ков (Аљаска)
Кјуб Ков (енгл. Cube Cove) град је у америчкој савезној држави Аљаска.

## Демографија
По попису из 2000. године број становника је 72.
| Група             | 2000.      | 2010.    |
| Белци             | 71 (98,6%) | 0 (0,0%) |
| Афроамериканци    | 0 (0,0%)   | 0 (0,0%) |
| Азијати           | 0 (0,0%)   | 0 (0,0%) |
| Хиспаноамериканци | 0 (0,0%)   | 0 (0,0%) |
| Укупно            | 72         | 0        |